# Mario Zippermayr
Mario Zippermayr (* 25. April 1899 in Mailand; † 13. Januar 1979 in Kremsmünster) war ein österreichischer Physiker und Nationalsozialist. Er gilt als Erfinder der Aerosol- oder Vakuumbombe.

## Biografie
Mario Zippermayr wurde in Mailand als Sohn österreichischer Eltern geboren. Sein Vater war Unternehmer in Steyr. Zippermayr studierte in Freiburg im Breisgau und Karlsruhe. 1927 promovierte er als Ingenieur.
Zunächst veröffentlichte er Arbeiten auf dem Gebiet der Fotografie. Im Jahr 1929 wurde ihm das Deutsche Reichspatent Nr. 482.938/57 b auf ein „Verfahren zum Trocknen von photographischen Schichten“ erteilt. Vor der Vollversammlung der Photographischen Gesellschaft in Wien hielt er am 17. Dezember 1929 den Vortrag „Die Farbe in der Bildnisphotographie“.
Mario Zippermayr trat am 1. März 1937 der NSDAP bei (Mitgliedsnummer 3.805.450) und war ab 1938 Mitglied des SD. Er habilitierte sich 1938 in Physik. Ab 1939 war Zippermayr Leiter des kartographischen Instituts der Hauptvermessungsabteilung XIV (Wien). Nach Beginn des Zweiten Weltkriegs war er einer Flak-Ersatzabteilung in Regensburg zugeteilt.
Vermutlich ab 1942 begann er mit dem Aufbau eines Forschungsinstitutes mit ca. 35 Mitarbeitern in Wien und Lofer (Salzburg). Die wichtigsten Entwicklungen in diesem Labor waren der Lufttorpedo L 40, der aus beliebiger Höhe und Geschwindigkeit bis 700 km/h abgeworfen werden konnte, das Pfeil-Hochgeschwindigkeitsflugzeug Do 335 und das Hexenkessel-Projekt, das zum Ziel hatte, eine hochwirksame Detonationsladung für den Einsatz in einem Sprengkopf von Flakraketen zu entwickeln. Es wurde Kohlenstaub in einem Projektil verschossen, welcher durch die Sprengung der Kapsel (in voreingestellter Höhe) großflächig in der umgebenden Luft nahe den anvisierten Zielen verteilt wurde. Die nachfolgende Explosion des dispergierten Kohlenstaubs sollte einen hohen Wirkungsgrad erzielen. Im Jahr 1943 fand der erste Test mit einem 60 Kilogramm schweren thermobarischen Sprengsatz statt. Der Sprengkopf sollte außerdem in den Flak-Raketen Enzian und Schmetterling zum Einsatz kommen.
Es gab größere Tests auf dem Truppenübungsplatz Döberitz bei Berlin und am Starnberger See. Die wirksamsten Ergebnisse wurden mit 60 Prozent flüssigem Sauerstoff und 40 Prozent Kohlenstaub erzielt. Der Zerstörungsradius soll in Döberitz 600 Meter und bei der verbesserten, 25 bis 50 Kilogramm schweren Bombe über dem Starnberger See 4 bis 4,5 Kilometer betragen haben. Bei Ende des Krieges war die Produktion größerer Bomben mit flüssigem Sauerstoff in Nordhausen in Vorbereitung.
Nach der Kapitulation Deutschlands blieb Mario Zippermayr in Lofer in der Nähe der ehemals geheimen Waffenforschungseinrichtung Hochtal, empfing Besucher und beantwortete bereitwillig Fragen zu seiner Forschung. Im Unterschied zu anderen NS-Forschern arbeitete er aber später weder für die USA noch für die Sowjetunion.
Nach dem Krieg entwickelte Zippermayr in Lofer ein „klimatherapeutisches Verfahren“ zur Behandlung von Atemwegserkrankungen wie zum Beispiel Keuchhusten, bei dem er über Hochspannungsentladungen ein künstliches Höhenklima herstellte. 1953 übersiedelte er nach Kremsmünster, wo er eine spezielle Praxis für dieses Verfahren eröffnete.
Der Homöopath Philipp Zippermayr (* 1949) ist sein Sohn.

## Veröffentlichungen (Auswahl)
- Der Wärmeübergang am berieselten Rohr. 1927 (Dissertation, TeH Karlsruhe, 23. Juli 1927).
- Ein neuer Schnelltrockenapparat. In: Photographische Korrespondenz. Band 64, Nr. 5. Wien 1928, S. 138–145 (Digitalisat).
- Ein neues Schalenthermometer. In: Kinotechnik. 5. Mai 1929.[9]
- Papierbilder nach dem Farbrasterverfahren. In: Photographische Korrespondenz. Band 67, Nr. 2. Wien 1931, S. 38–40 (Digitalisat).
- Die Theorie und Praxis der Farbenphotographie mittels der gebräuchlichen Rasterfarbenverfahren. In: mit Arthur von Hübl (Hrsg.): Enzyklopädie der Photographie und Kinematographie. Wilhelm Knapp Verlag, Halle (Saale) 1933.[10]
- Beiträge zur photographischen Empfindlichkeitsbestimmungen. In: Das deutsche Lichtbild, 1936, S. T43–T54.
- Über die Vorgänge bei der Initiierung flüssiger Sprengstoffe. In: Chimia, Jg. 13, 1959, S. 56–63.
- Heilkräfte der Luft als Träger des Lebens. Vereinsdruck, Steyr 1974.